# A Brit Virgin-szigetek a 2020. évi nyári olimpiai játékokon
A Brit Virgin-szigetek a japán Tokióban  megrendezett 2020. évi nyári olimpiai játékok egyik részt vevő nemzete volt. Az országot 2 sportágban 3 sportoló képviselte, akik érmet nem szereztek.

## Atlétika
Férfi
| Versenyző      | Versenyszám | Előfutam | Előfutam | Elődöntő | Elődöntő | Döntő | Döntő    |
| Versenyző      | Versenyszám | Idő      | Hely.    | Idő      | Hely.    | Idő   | Helyezés |
| -------------- | ----------- | -------- | -------- | -------- | -------- | ----- | -------- |
| Kyron McMaster | 400 m gát   | 48,79    | 1.       | 48,26    | 1.       | 47,08 | 4.       |

Női
| Versenyző      | Versenyszám | Selejtező | Selejtező | Döntő    | Döntő    |
| Versenyző      | Versenyszám | Eredmény  | Helyezés  | Eredmény | Helyezés |
| -------------- | ----------- | --------- | --------- | -------- | -------- |
| Chantel Malone | Távolugrás  | 6,82 m    | 5.        | 6,50 m   | 12.      |

## Úszás
Női
| Versenyző      | Versenyszám | Előfutam | Előfutam | Előfutam | Elődöntő | Elődöntő | Elődöntő | Döntő   | Döntő    |
| Versenyző      | Versenyszám | Idő      | Hely.    | Össz.    | Idő      | Hely.    | Össz.    | Idő     | Helyezés |
| -------------- | ----------- | -------- | -------- | -------- | -------- | -------- | -------- | ------- | -------- |
| Elinah Phillip | 50 m gyors  | 25,74    | 2.       | 34.      | kiesett  | kiesett  | kiesett  | kiesett | kiesett  |